# Kubanacan
Kubanacan é uma telenovela brasileira produzida e exibida pela TV Globo de 5 de maio de 2003 a 23 de janeiro de 2004, em 227 capítulos. Substituiu O Beijo do Vampiro e foi substituída por Da Cor do Pecado, sendo a 65ª "novela das sete" exibida pela emissora.
Escrita por Carlos Lombardi, com a colaboração de Emanuel Jacobina, Margareth Boury, Tiago Santiago e Vinícius Vianna, teve direção de Cláudio Boeckel, Marco Rodrigo e Edgard Miranda. A direção geral foi de Wolf Maya nos quatro primeiros meses – posteriormente passou para Roberto Talma, quando Wolf pediu para deixar a trama após conflitos com o autor.
Conta com as participações de Marcos Pasquim, Adriana Esteves, Danielle Winits, Vladimir Brichta, Carolina Ferraz, Humberto Martins, Betty Lago e Werner Schünemann.

## Enredo
A história se passa em 1951 em Kubanacan, um pequeno país insular caribenho conhecido como "república das bananas", tanto pela exportação do fruto, quanto pelos problemas econômicos. Após a morte do presidente, o general Carlos Camacho aplica um golpe de estado e instaura um regime ditatorial, casando-se também com a esposa do antecessor, Mercedes, com quem já tinha um caso há anos. Na vila de Santiago, um misterioso homem, Esteban, cai do céu durante uma tempestade com um tiro no peito, sendo salvo pelos pescadores e cuidado por Marisol, por quem acaba se apaixonando para desespero de seu marido, Enrico, que vai embora e a deixa com seus dois filhos. Seis anos depois, a pesca se torna escassa e a miséria aumenta. Enquanto visita o local, Camacho seduz Marisol e a convence ir embora com ele para a capital La Bendita viver como sua amante, alegando que seus filhos passariam fome na vila.
Acreditando que Marisol e as crianças faleceram em alto-mar tentando pescar, Esteban também parte para a capital para se vingar dos governantes que não prestavam auxílio ao local, aflorando nele uma dupla personalidade, o mau-caráter e violento Dark Esteban, que lhe causa muitos problemas. Na cidade ele conhece a temperamental Lola, despertando neles uma apimentada paixão, porém se surpreendendo ao descobrir que ela é casada com Enrico, que se tornou um mulherengo que não gosta de trabalhar e vive na aba da nova esposa. Quem gosta do malandro é Rubi, irmã de Lola considerada feia por viver maltrapilha e suja por seu trabalho como mecânica e que sonha em entrar para o exército. Ao longo da trama descobre-se que Esteban se chama León e é filho do verdadeiro Esteban, vindo do futuro para impedir os planos do general Alejandro, ex-presidente exilado na ilha de La Platina que retorna para Kubanacan secretamente para destruir o país através da construção de uma arma nuclear.
Carlito é filho bonitão e mulherengo de Camacho, que namora a fútil Consuelo e é amado pela doce Soledad, que nunca recebeu um olhar do rapaz por ser tímida e virginal, mas que lhe envia cartas anônimas, despertando o interesse dele, que anseia em conhecer a tal admiradora. Guillermo, filho de Mercedes, e Johnny, um playboy criado nos Estados Unidos, se tornam grandes amigos de Esteban e tentam ajudá-lo a descobrir mais sobre seu passado. Ainda há Celso, irmão de Camacho que o odeia e tenta matar ele e Mercedes, e Dagoberto, secretário presidencial e que se torna responsável pelas decisões governamentais pela incapacidade do mesmo e apaixonado por Rubi.

## Elenco
| Intérprete          | Personagem                                            |
| ------------------- | ----------------------------------------------------- |
| Marcos Pasquim      | Esteban / Adriano Allende / Leon                      |
| Adriana Esteves     | Lola Calderón Puentes                                 |
| Danielle Winits     | Marisol Ortiz                                         |
| Vladimir Brichta    | Enrico Puentes (Rico)                                 |
| Carolina Ferraz     | Rubi Calderón                                         |
| Humberto Martins    | General Carlos Pantaleón Camacho                      |
| Betty Lago          | Mercedes Nieves Montenegro Pantaleón Camacho          |
| Werner Schünemann   | General Alejandro Rivera                              |
| André Mattos        | Augustín Tallavera                                    |
| Nair Bello          | Dolores Calderón                                      |
| Ângela Vieira       | Perla Perón                                           |
| Daniel Boaventura   | Juan Rulfo Gutierrez (Johnny)                         |
| Bruno Garcia        | Dagoberto Amaro Gomez Pablos                          |
| Luiz Guilherme      | Manolo Nieves                                         |
| Lolita Rodrigues    | Isabelita Nieves                                      |
| Daniel Del Sarto    | Guillermo Nieves Montenegro                           |
| Rafaela Mandelli    | Soledad Barra y Barra                                 |
| Iran Malfitano      | Carlos Pantaleón Camacho Júnior (Carlito / Camachito) |
| Tatyane Goulart     | Mercedita Nieves Montenegro                           |
| Mário Gomes         | Ferdinando Barra y Barra                              |
| Françoise Forton    | Concheta Barra y Barra                                |
| Wolf Maya           | Don Diego Barra y Barra                               |
| Ítalo Rossi         | General José Trujillo                                 |
| Oswaldo Loureiro    | General Heitor Pantoja                                |
| Roger Gobeth        | Jesus Lima                                            |
| Érika Evantini      | Dulcinéa Puentes Lima                                 |
| Gero Pestalozzi     | Ramon Acqua                                           |
| Thalma de Freitas   | Dalila Acqua                                          |
| Marcelo Saback      | Comandante Álvaro Ramirez                             |
| Fernanda de Freitas | Consuelo Tallavera                                    |
| Bruno Gradim        | Calígula                                              |
| Marcia Manccini     | María                                                 |
| Adriana Tolentino   | Pinta                                                 |
| Elena Toledo        | Niña                                                  |
| Paula Franco        | Pepita Pantoja                                        |
| Neco Vila Lobos     | Comandante Arguiles                                   |
| Andréa Leal         | Celeste                                               |
| Gabriela Linhares   | Bilma                                                 |
| Nádia Rowinsky      | Madalena                                              |
| Raíssa Medeiros     | Pilar                                                 |
| Aimée Ubacker       | Paloma                                                |
| Pedro Malta         | Gabriel Ortiz Puentes                                 |
| Thais Müller        | Antonia Ortiz Puentes                                 |
| Thamirez Gutierrez  | Julieta Calderón Puentes                              |
| João Vítor Silva    | Othelito Calderón Puentes                             |
| Pedro Henrique Cruz | Thiaguito Calderón Puentes                            |

### Participações especiais
| Intérprete              | Personagem                              |
| ----------------------- | --------------------------------------- |
| Marco Ricca             | Celso Pantaleón Camacho                 |
| Letícia Spiller         | Laura Labarca                           |
| Stênio Garcia           | Presidente Rúbio Montenegro             |
| Regina Duarte           | María Félix                             |
| Viviane Pasmanter       | Loreta Velásques                        |
| Cristiana Oliveira      | Helena                                  |
| Vanessa Gerbelli        | Amapola                                 |
| Eduardo Moscovis        | Rodrigo                                 |
| Paulo Betti             | Chacón                                  |
| Daniela Escobar         | Vanda                                   |
| Gabriela Duarte         | Veruska Véron                           |
| Carla Marins            | Oleana                                  |
| Raul Gazolla            | Herrera                                 |
| Floriano Peixoto        | Bolívar                                 |
| Gabriel Braga Nunes     | Victor                                  |
| Cláudia Rodrigues       | Milagro                                 |
| Ana Rosa                | Piedad Maroto                           |
| Otávio Augusto          | Hector                                  |
| Kadu Moliterno          | Dr. Moralez                             |
| Christine Fernandes     | Blanca Paiani                           |
| Giselle Itié            | Belinda                                 |
| Carolina Kasting        | Zelda                                   |
| Sílvia Pfeifer          | Amanda                                  |
| Natália Lage            | Frida                                   |
| Marilu Bueno            | Sodoma                                  |
| Carlos Vereza           | Hernando Schindler                      |
| Joana Fomm              | Caridad                                 |
| Adriano Reys            | Pitágoras                               |
| Mauro Mendonça          | Sandoval                                |
| Cláudio Corrêa e Castro | Tijon                                   |
| Solange Couto           | Mãe Perón (Pomba Gira)                  |
| Mylla Christie          | Cassandra                               |
| Fábio Sabag             | Arrabal                                 |
| Bete Coelho             | Cristal                                 |
| Chico Diaz              | Sebástian                               |
| Jayme Periard           | Fernando                                |
| Cláudia Alencar         | Natasha (artista circense)              |
| Othon Bastos            | Dr. Ortiz                               |
| Cecil Thiré             | Senador                                 |
| Flávia Monteiro         | Alma                                    |
| Carmem Verônica         | Anita Calábria                          |
| Paulo Figueiredo        | Fernando de Castella                    |
| Helena Fernandes        | Marieta                                 |
| Thaís de Campos         | Morales de Lulu                         |
| Ingrid Guimarães        | Rosita                                  |
| Ernani Moraes           | Miguel                                  |
| Miriam Pires            | Viúva Rivera                            |
| Jorge Pontual           | Felipe                                  |
| Benvindo Siqueira       | Juanito                                 |
| Delano Avelar           | Dimitri                                 |
| Vanessa Lóes            | Anabela                                 |
| Carlos Bonow            | Pablo Aloña                             |
| Mara Manzan             | Ágata                                   |
| Kiko Mascarenhas        | Cindy                                   |
| Luiz Carlos Tourinho    | Everest                                 |
| Malu Valle              | Remédios                                |
| Carlos Gregório         | Falso Moralez                           |
| Tony Tornado            | Tito Pachu (macumbeiro)                 |
| Mariana Hein            | Lúcia                                   |
| João Camargo            | Maldonado                               |
| Carlos Machado          | Batista                                 |
| Luciano Vianna          | Rojas                                   |
| Ilya São Paulo          | Galeano                                 |
| Alexandre Zacchia       | Sanchez                                 |
| Marcos Breda            | Che Lopez                               |
| Castro Gonzaga          | Dr. Contreras                           |
| Flávia Bonato           | Teresa                                  |
| Paula Hunter            | Catarina                                |
| José D'Artagnan Júnior  | Solano                                  |
| Sérgio Loroza           | Paulão (Paulo)                          |
| Rafael Baronesi         | Rubito                                  |
| Telma Reston            | Gomorra                                 |
| Paulo Reis              | Chico                                   |
| Lícia Magna             | Tia Cotinha                             |
| Jardel Mello            | Dualde                                  |
| Gláucio Gomes           | Eliseu                                  |
| Vic Militello           | Vicky Vidal                             |
| Raquel Nunes            | Lúcia Allende                           |
| Murilo Elbas            | Delegado de polícia Maicieha            |
| Giselle Tigre           | Alma                                    |
| Augusto Vargas          | Pancrácio                               |
| Mariana Dubois          | Núbia                                   |
| Carolina Abranches      | Bernarda                                |
| Marcelo Mello           | Bigode                                  |
| Lorena da Silva         | Pinita (Ana María Pina Estalva Machado) |
| Alexandre Paternost     | Henrique                                |
| Eduardo Canuto          | Raul                                    |
| Marcelo Faustini        | Sentinela                               |
| Augusto Novaes          | Noivo de Lúcia                          |
| Pia Manfroni            | Fiametta                                |
| Caio Zacariotto         | Zazá                                    |
| Tatiana Monteiro        | Magrit                                  |

## Produção

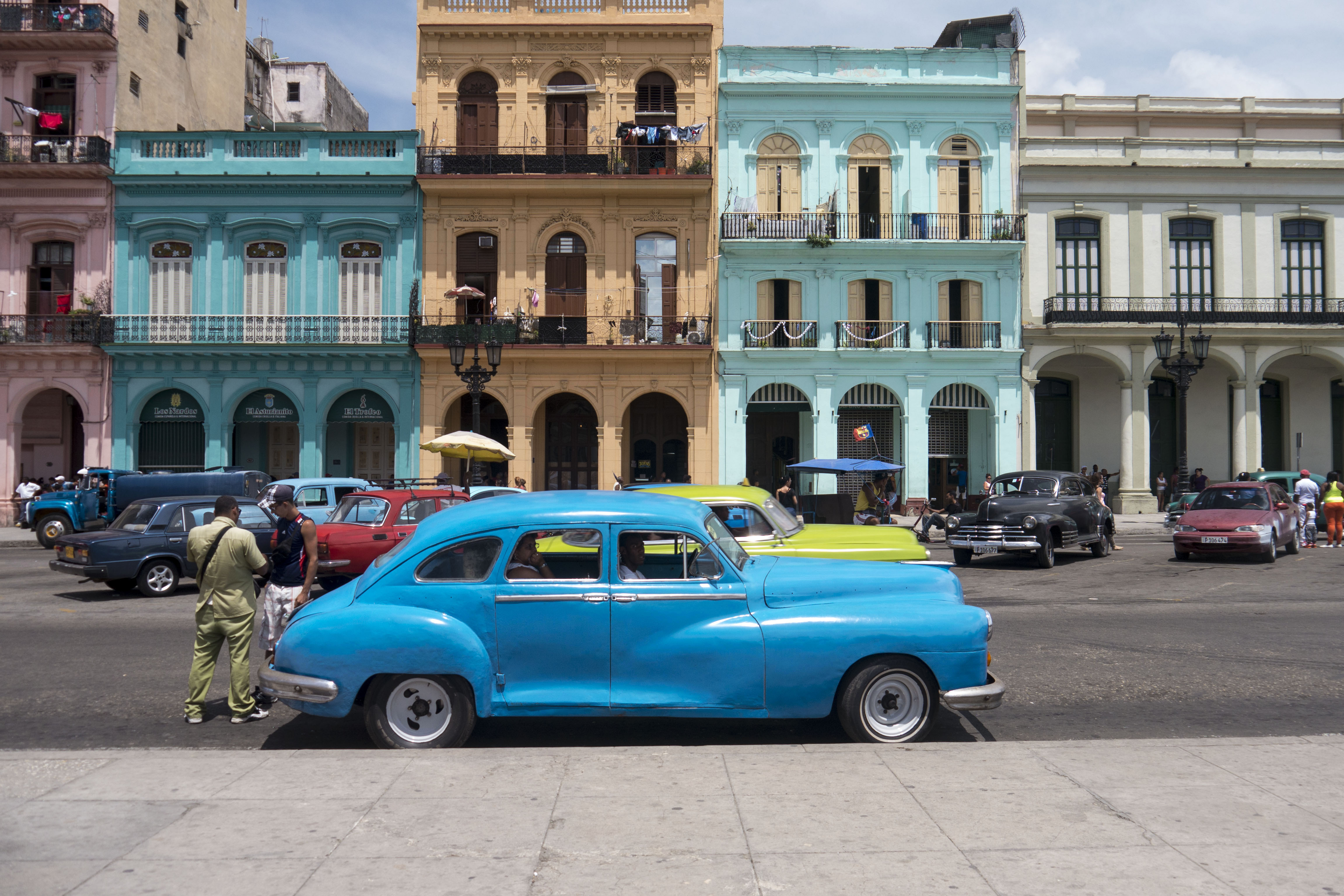
A cenografia do fictício país de Kubanacan foi inspirada na arquitetura cinquentista de Cuba.

Carlos Lombardi inspirou-se na telenovela Que Rei Sou Eu?, de Cassiano Gabus Mendes, ao também utilizar a sátira política como crítica aos problemas sociais enfrentados no Brasil naquele momento, como a pobreza excessiva, a situação precária da saúde e a falta de escolas. O personagem de Marcos Pasquim teve o perfil inspirado no protagonista do filme A Identidade Bourne, de 2002, que percorria a história de um homem viril e sem memória, que era perseguido sem entender o motivo. Já o nome do personagem foi uma homenagem ao ilustrador espanhol de histórias em quadrinhos Esteban Maroto.
Segundo o autor Carlos Lombardi, o nome "Kubanacan" refere-se a um país fictício no Caribe, sem qualquer relação com Cuba, e foi inspirado no título da música interpretada por Ney Matogrosso, composta nos anos 40 como "Coubanakan", por Moisés Simons e Sauvat-Chamfleury. Havia sido gravada para o primeiro álbum de Ney Matogrosso, Água do Céu - Pássaro, de 1975, e já  havia sido utilizada anteriormente também como trilha sonora de Salsa e Merengue, de 1997.
Kubanacan foi o terceiro trabalho seguido de Carlos Lombardi que trouxe Marcos Pasquim, sendo que antes eles já haviam trabalhado juntos em Uga Uga e O Quinto dos Infernos, nos quais o ator também foi coprotagonista. Futuramente a parceria permaneceria ainda em Pé na Jaca, Guerra e Paz e até mesmo em Bang Bang – no qual Carlos assumiu os textos na fase final após o afastamento de Mário Prata e trouxe para o elenco Marcos. Kubanacan também repetiu os pares românticos de outras novelas, como Danielle Winits e Marcos Pasquim de Uga Uga,  Adriana Esteves e Vladimir Brichta de Coração de Estudante e Rafaela Mandelli e Iran Malfitano da oitava temporada de Malhação.
Por conta das cenas de violência e forte apelo sexual, a novela foi reclassificada pelo Ministério da Justiça como impróprias para o horário das 19h, fazendo com que a emissora precisasse atenuar as cenas para que a trama permanecesse no horário, embora a classificação tivesse sido fixada como "não recomendada para menores de 12 anos". Devido ao sucesso com o público masculino pelo perfil sensual de Marisol, Danielle Winits estrelou a edição de outubro da revista Playboy.

### Escolha do elenco

Marcos Pasquim caracterizado como seus três personagens em Kubanacan: Esteban (León), Adriano e o verdadeiro Esteban.

Originalmente Helena Ranaldi foi convidada para interpretar Rubi, porém a atriz decidiu aceitar o convite de Manoel Carlos para interpretar Raquel em Mulheres Apaixonadas, uma vez que o autor revelou que havia escrito a personagem especialmente para ela. Carolina Ferraz foi convocada em seu lugar, sendo a primeira vez em que a atriz não encarnou uma personagem feminina ou sensual, uma vez que Rubi se vestia igual um homem pela ausência de vaidade. Letícia Sabatella foi convidada para interpretar Lola, porém a atriz recusou por não querer um papel cômico, sendo que a personagem passou para Adriana Esteves. A atriz afirmou que ela esperou a oportunidade para trabalhar com Carlos Lombardi por anos, vendo como uma forma de retribuir o convite feito em 1993 para interpretar Babalu na telenovela Quatro por Quatro, o qual acabou não se realizando quando ela foi escalada para Renascer.
Vanessa Gerbelli entrou na novela em 1 de janeiro de 2004 para interpretar uma personagem de grande importância, uma líder revolucionária antiditadura em busca de tomar o poder do país. Marcos Breda interpretou dois personagens distintos, em dois momentos diferentes da trama, o que só havia acontecido antes uma vez, em 1996 com Matheus Carrieri em Vira Lata.

### Desfalques no elenco
Em junho de 2003 Humberto Martins sinalizou para a direção que estava insatisfeito com o pouco espaço que seu personagem tinha na história, chegando faltar em gravações  e ameaçar deixar a trama. Humberto estava incomodado pelo fato de ter co-protagonizado os dois trabalhos anteriores do autor, Uga Uga e O Quinto dos Infernos, sentindo-se desprestigiado por não ter investimentos em seu personagem em Kubanacan. Em julho o ator pediu afastamento, alegando que precisava de tempo para cuidar de assuntos pessoais. Humberto retornaria apenas quatro meses depois, em novembro, apenas quando o autor passou a investir mais na história do personagem, que ganhou espaço. Com a ausência de Humberto, Marco Ricca entrou na trama para interpretar o irmão de Carlos, Celso Camacho, que comandava o país temporariamente enquanto o irmão fazia um tratamento de saúde internacional. Planejava-se que Marco continuasse na novela após o retorno de Humberto, porém o ator preferiu deixa-la.
Após atritos com o autor pelo atraso na entrega dos roteiros, Wolf Maya pediu desligamento da trama em setembro e aceitou o convite de Aguinaldo Silva para dirigir Senhora do Destino, passando a direção de Kubanacan para Roberto Talma. Wolf também trabalhava como ator na novela e seu personagem – que estava atrelado a história do governo ditatorial – teve que ter um desfecho prematuro com a decisão, comprometendo parte da trama. Em outubro Ângela Vieira pediu para deixar a novela, uma vez que estava infeliz com a falta de importância de sua personagem, que aparecia apenas cantando em cenas de fundo para outras histórias.

## Exibição
A novela foi exibida na Globo Portugal a partir do dia 23 de novembro de 2019.

### Outras Mídias
Em  7 de dezembro de 2020, foi disponibilizada na íntegra pelo Globoplay, como parte do Projeto Resgate.

## Música

### Volume 1
A primeira trilha sonora da telenovela foi lançada em 20 de maio de 2003 pela Som Livre compilando metade de canções em português, espanhol e inglês. Danielle Winits ilustrou a capa do álbum.
Lista de faixas
| N.º            | Título                       | Música                       | Personagem tema               | Duração |  |
| 1.             | "Carnavalera"                | Havana Delírio               | Enrico                        | 3:04    |  |
| 2.             | "Quizás, Quizás, Quizás"     | Emmanuel                     | Mercedes e Carlos             | 3:43    |  |
| 3.             | "No Me Platiques Más"        | Cristian                     | Lola e Esteban                | 3:44    |  |
| 4.             | "Contigo Aprendi"            | Jose Feliciano               | Marisol e Enrico              | 3:32    |  |
| 5.             | "Somente Eu e Você"          | Ivete Sangalo                | Marisol e Esteban             | 3:11    |  |
| 6.             | "Mulher"                     | Sidney Magal                 | Perla                         | 2:51    |  |
| 7.             | "Como Um Rio"                | Vanessa Jackson              | Guijermo                      | 5:01    |  |
| 8.             | "Capullito de Aleli"         | Caetano Veloso               | Brigas de Dolores e Isabelita | 3:16    |  |
| 9.             | "Mezcla"                     | Rio Salsa                    | Geral                         | 3:20    |  |
| 10.            | "Foo Foo"                    | Santana e Patricia Manterola | Carlito e Soledad             | 3:47    |  |
| 11.            | "Hit The Road Jack"          | Happening                    | Johnny                        | 3:50    |  |
| 12.            | "Mambo No. 5" (Instrumental) | Tropical Brazilian Band      | Geral                         | 2:05    |  |
| 13.            | "Contigo En La Distancia"    | Nana Caymmi                  | Rubi e Enrico                 | 3:30    |  |
| 14.            | "Eu Só Me Ligo Em Você"      | Elza Soares                  | Lola e Enrico                 | 2:17    |  |
| 15.            | "Coubanakan"                 | Ney Matogrosso               | Abertura                      | 5:11    |  |
| 16.            | "Voy Volver" (Instrumental)  | Alpha Beat                   | Mercedita                     | 3:07    |  |
| Duração total: | Duração total:               | Duração total:               | Duração total:                | 55:34   |  |

### Internacional
A segunda trilha sonora da telenovela foi lançada em 19 de novembro de 2003 pela Som Livre, trazendo apenas canções em espanhol e inglês. Marcos Pasquim ilustrou a capa do álbum Internacional.
Lista de faixas
| N.º            | Título                        | Música            | Personagem tema       | Duração |  |
| 1.             | "La Puerta"                   | Luis Miguel       | Rubi e Esteban        | 3:20    |  |
| 2.             | "Fever"                       | Michael Bublé     | Dagoberto             | 3:53    |  |
| 3.             | "Copacabana"                  | Happening         | Night Club Copacabana | 4:19    |  |
| 4.             | "Mambo Italiano"              | Wiseguy Orchestra | Esteban               | 2:10    |  |
| 5.             | "Perfidia"                    | Laura Fygi        | Geral                 | 3:18    |  |
| 6.             | "Tan Solo Tú y Yo (Moonglow)" | Ivete Sangalo     | Marisol               | 3:11    |  |
| 7.             | "No Me Platiques Más"         | Gisela            | Lola e Adriano        | 3:34    |  |
| 8.             | "The Look of Love"            | Dusty Springfield | Jesus e Dulcinéa      | 3:42    |  |
| 9.             | "El Hombre Que Yo Amé"        | Omara Portuondo   | Mercedes e Carlos     | 3:09    |  |
| 10.            | "Laura"                       | Frank Sinatra     | Laura                 | 3:25    |  |
| 11.            | "Wipe Out"                    | The Surfaris      | Geral                 | 2:37    |  |
| 12.            | "The Man with the Golden Arm" | Billy May         | Esteban               | 2:50    |  |
| 13.            | "Guantánamo"                  | Pablo Gonzales    | Alejandro             | 3:09    |  |
| 14.            | "Mambo Caliente"              | Bahamas           | Marisol               | 2:48    |  |
| Duração total: | Duração total:                | Duração total:    | Duração total:        | 45:33   |  |

Outras canções não incluídas na trilha sonora
- "Eu Só Me Ligo Em Você" - Ângela Vieira
- "Yo Tengo un Pecado Nuevo" - Zizi Possi

## Audiência
O primeiro capítulo, exibido em 5 de maio de 2003, marcou 40 pontos com picos de 49, com share de 54%, índices superiores aos da sua antecessora, O Beijo do Vampiro. A menor audiência foi de 22 pontos, em 10 de janeiro de 2004. O último capítulo marcou 40 pontos, com picos de 44. Kubanacan teve uma média geral de 34,5 pontos, a quarta maior audiência de "novelas das 19h" na década de 2000.

## Prêmios e indicações
| Ano  | Prêmio            | Categoria                   | Indicação                                         | Resultado | Ref.   |
| ---- | ----------------- | --------------------------- | ------------------------------------------------- | --------- | ------ |
| 2003 | Prêmio Conta Mais | Melhor Ator                 | Marcos Pasquim                                    | Venceu    |        |
| 2003 | Prêmio Conta Mais | Melhor Atriz                | Danielle Winits                                   | Venceu    |        |
| 2003 | Prêmio Conta Mais | Melhor Ator Mirim           | Pedro Malta                                       | Venceu    |        |
| 2003 | Melhores do Ano   | Melhor Ator                 | Marcos Pasquim                                    | Venceu    | [ 28 ] |
| 2003 | Melhores do Ano   | Melhor Atriz                | Adriana Esteves                                   | Venceu    | [ 28 ] |
| 2003 | Melhores do Ano   | Melhor Ator Coadjuvante     | Vladimir Brichta                                  | Venceu    | [ 28 ] |
| 2003 | Melhores do Ano   | Melhor Atriz Mirim          | Raíssa Medeiros                                   | Indicado  | [ 28 ] |
| 2004 | Prêmio Contigo!   | Melhor Novela ou Minissérie | Kubanacan                                         | Indicado  |        |
| 2004 | Prêmio Contigo!   | Melhor Autor                | Carlos Lombardi                                   | Indicado  |        |
| 2004 | Prêmio Contigo!   | Melhor Ator                 | Marcos Pasquim                                    | Indicado  |        |
| 2004 | Prêmio Contigo!   | Melhor Atriz                | Adriana Esteves                                   | Indicado  |        |
| 2004 | Prêmio Contigo!   | Melhor Ator Coadjuvante     | Vladimir Brichta                                  | Indicado  |        |
| 2004 | Prêmio Contigo!   | Melhor Par Romântico        | Esteban e Lola (Marcos Pasquim e Adriana Esteves) | Indicado  |        |
| 2004 | Prêmio Contigo!   | Melhor Diretor              | Wolf Maya                                         | Indicado  |        |
| 2004 | Prêmio Contigo!   | Melhor Maquiagem            | Beth Fairbank e Rubens Liborio                    | Indicado  |        |
| 2004 | Prêmio Contigo!   | Melhor Atriz Infantil       | Aimeé Ubaker                                      | Indicado  |        |
| 2004 | Prêmio Contigo!   | Melhor Atriz Infantil       | Raíssa Medeiros                                   | Indicado  |        |
| 2004 | Prêmio Contigo!   | Melhor Atriz Infantil       | Thaís Muller                                      | Indicado  |        |
| 2004 | Prêmio Contigo!   | Melhor Atriz Infantil       | Thamires Gutierrez                                | Indicado  |        |
| 2004 | Prêmio Contigo!   | Melhor Ator Infantil        | Pedro Malta                                       | Indicado  |        |
| 2004 | Prêmio Contigo!   | Melhor Ator Infantil        | João Vítor Silva                                  | Indicado  |        |
| 2004 | Troféu Imprensa   | Melhor Novela               | Kubanacan                                         | Indicado  | [ 29 ] |